# S/S Narvik
Ångfartyget Narvik av Stockholm var ett svenskt lastfartyg som torpederades utanför nederländska kusten den 29 april 1943. Besättningen räddades.

## Historik
Grängesbergsbolaget förlorade flera av sina stora malmfartyg under striderna i Narvik 1940. S/S Narvik låg däremot inte i Narvik dessa skickelsedigra dagar och undgick därigenom att dela sina kamraters öde. I stället fick hon göra sällskap med bolagets ångare M/S Vollrath Tham och S/S Abisko till botten i södra Nordsjön. Narvik var årsbarn med första världskrigets utbrott 1914 och hade byggts vid Thomsons varv i Sunderland jämte den i Narvik sänkta S/S Boden. 1915 grundstötte Narvik först vid den amerikanska kusten och sedan i Stockholms skärgård och vid jultiden slogs en eldare överbord av en brottsjö på Atlanten.
Under krisåren efter första världskriget gick Narvik en tid under tysk flagg. 1928 moderniserades Narviks maskineri, så att farten blev 1,3 knop högre. Efter 1940 gick Narvik i malmfart innanför skagerackspärren. Den 1 oktober 1942 gick Narvik i en konvoj, som anfölls av engelska motortorpedbåtar utanför nederländska kusten. Fartyget som gick närmast före Narvik torpederades och två torpeder passerade alldeles i närheten av Narvik. Efter anfallet saknades kocken M. Bengtsson, som förmodligen hade hoppat överbord för att rädda sig och därmed omkommit. Från 1923 till sista resan, i två decennier, var kapten Perswalld Narviks ordinarie befälhavare.

## Flyganfallet
Narvik var på resa från Rotterdam till Gävle med kokslast och gick i konvoj. Den 29 april 1943 befann sig konvojen utanför de Frisiska öarna vid den nederländska kusten. Upprepade gånger under dagen hade det givits flyglarm och siktats flygmaskiner. Kl 18:00 upptäcktes flygplan, som gick till anfall mot konvojen och fällde ett stort antal sprängbomber, samtidigt som kulsprutebeskjutning ägde rum. Omedelbart efter bombfällningen kom en ny grupp flygplan och anföll särskilt Narvik och en tysk ångare med flygtorpeder. Flera torpedbanor iakttogs i vattnet för om babord, men genom att gira hårt mot babord undvek man att dessa torpeder träffade. Sedan faran från dessa torpeder avvärjts kom ytterligare en torped mot Narviksakterskepp, varvid en våldsam explosion inträffade under fyrans lastrum. Fartygsbottnen sprängdes och lasten, luckor, skärstockar och bommar flög i luften. Akterskeppet fylldes omedelbart med vatten och genom tunneln rusade vatten in i maskinrummet. Narvik fick slagsida och sjönk hastigt med akterskeppet, varför besättningen beordrades i livbåtarna. Hela besättningen och de tyska militärer som varit ombord lämnade fartyget i livbåtarna och en motorbåt. De upptogs alla oskadda av en tysk förpostbåt. 39 minuter efter torpederingen sjönk Narvik. På grund av olyckans hastiga förlopp hade besättningen tvingats lämna sina tillhörigheter ombord. Även skeppsdagboken samt alla person- och ransoneringskort gick förlorade. Besättningen fick efter förhållandena bästa behandling och förplägnad ombord på förpostbåten. Man landsattes sedan i Cuxhaven.